# Passo de Envalira
O Passo de Envalira (em catalão Port d'Envalira) é um passo de montanha, o mais alto acessível por estrada nos Pirenéus, com 2409 m de altitude, e situado em Andorra entre as localidades de Soldeu e Pas de la Casa, e o único ponto de passagem que liga Andorra a França.
O passo de Envalira está aberto praticamente todo o ano, salvo quando caem fortes nevões. Desde 29 de setembro de 2002 existe também um túnel com portagem (pedágio) a 2000 metros de altitude e com 2860 metros de comprimento, que evita as zonas mais curvas e perigosas do passo de montanha.